# Leptocyrtinus similis
Leptocyrtinus similis là một loài bọ cánh cứng trong họ Cerambycidae.